# Sepullia blenna
Sepullia blenna är en insektsart som först beskrevs av Carl Stål 1855.  Sepullia blenna ingår i släktet Sepullia och familjen spottstritar. Inga underarter finns listade i Catalogue of Life.